# 해남 신안리 지석묘
해남 신안리 지석묘는 대한민국 전라남도 해남군 해남읍에 있다. 2015년 6월 29일 해남군의 향토문화유산 제28호로 지정되었다.

## 개요
신안리 지석묘는 신안저수지로 올라 가는 길 좌편에 일정한 형태 없이 분포하고 있으며, 이전에는 20여기의 지석묘가 있었다고 전해지나, 현재는 13기가 군집해 있다.
덕음산(德陰山)에서 흘러내린 구릉 말단부 평지에 해당한다. 전형적인 남방 지석묘로 간주되며, 연대를 정확히 측정하긴 어렵지만 오랜 옛날 마을이 형성되기 이전부터 있었던 것으로 여겨진다.